# 咖啡金黄水母
咖啡金黄水母（学名：Chrysaora melanaster）又称啡海刺水母、丝带水母，为游水母科黃金水母屬的一种动物。伞部有散射状有咖啡色条带，伞的直径可以达到30cm。摄食浮游生物和其他小型水母。分布于日本白令海。